# Witalij Syczow
Witalij Ołeksijowycz Syczow, ukr. Віталій Олексійович Сичов (ur. 10 grudnia 1986) – ukraiński piłkarz grający na pozycji napastnika, a wcześniej pomocnika.

## Kariera piłkarska

### Kariera klubowa
Wychowanek UFK Dniepropetrowsk, a potem klubu Arsenał Kijów, barwy których bronił w juniorskich mistrzostwach Ukrainy (DJuFL). W 2003 rozpoczął karierę piłkarską w drugiej drużynie Arsenału Kijów. Na początku 2005 roku przeszedł do Metałurha Donieck, w barwach którego debiutował w Wyszczej lidze. Latem 2007 odszedł do Arsenału Biała Cerkiew, a po zakończeniu sezonu przeniósł się do Feniks-Illiczowca Kalinine. W lipcu 2009 zasilił skład PFK Sumy. We wrześniu 2010 jako wolny agent podpisał kontrakt z Szachtarem Swerdłowśk.

## Sukcesy i odznaczenia

### Sukcesy klubowe
- brązowy medalista Mistrzostw Ukrainy: 2005